# Death SS
Death SS – włoski zespół muzyczny wykonujący szeroko pojętą muzykę heavymetalową, założony w 1977 przez wokalistę Steve'a Sylvestra, oraz gitarzystę Paolo Catena. Pierwszy skład zespołu tworzyli także basista Daniele Ugolini, oraz perkusista Tomaso Castaldi. W lutym 1981 zespół nagrał swój pierwszy album demo zatytułowany Horned God of the Witches. Wiązały się z tym również zmiany w składzie zespołu. Jedynym oryginalnym członkiem zespołu pozostał Steve Sylvester, a wspomagali go : Paul Chain – gitara, Tommy Chaste – perkusja, Claud Galley – gitara, oraz Danny Hughes – gitara basowa. Debiutancki album, o tytule ...In Death of Steve Sylvester zespół wydał dopiero w 1988. Ukazał się on nakładem wytwórni Metal Master Records. Do 2011 ukazało się siedem pełnych albumów zespołu, trzy albumy EP, oraz wiele singli i albumów kompilacyjnych.

## Skład[3]
- Steve Sylvester – śpiew (1977–1982, od 1987)
- Glenn Strange – gitara basowa (od 2005)
- Al De Noble – gitara (od 2007)
- Freddy Delirio – instrumenty klawiszowe (1994–1996, od 2005)
- Bozo Wolff – perkusja (od 2012)

Muzycy koncertowi
- Dhalila – taniec

## Dyskografia
Albumy
- ...in Death of Steve Sylvester (Discomagic/Metalmaster 1988)
- Black Mass (Discomagic/Metalmaster 1989)
- Heavy Demons (Contempo/Rosemary's Baby 1991)
- Do What Thou Wilt (Lucifer Rising 1997)
- Panic (Lucifer Rising 2000)
- Humanomalies (Lucifer Rising 2002)
- The Seventh Seal (Lucifer Rising/Black Widow Records 2006)
- Resurrection (Lucifer Rising 2013)[4]
- Rock 'n' Roll Armageddon (Lucifer Rising 2018)
- X (Lucifer Rising 2021)[5]

Albumy koncertowe
- Cursed Concert (Contempo 1992)
- Il ritorno degli occulti (Cursed Coven 1998)
- Live 1990: The Complete Black Mass Show (Cursed Coven 2006)
- Live at I-Gods of Metal 2008 (2009)

Single/Albumy EP
- Zombie (1982)
- The Night of the Witch (1982)
- The Profanation (1983)
- Evil Metal EP (Metal Eye Records 1983)
- Kings of Evil (Metalmaster 1989)
- Vampire (Metalmaster 1989)
- In the Darkness (Metalmaster 1989)
- Where Have You Gone? EP (Contempo 1991)
- Straight to Hell EP (Contempo 1993)
- The Cursed Singles boxset (Avantgarde Music 1995)
- Baron Samedi (Lucifer Rising 1998)
- Scarlet Woman (Lucifer Rising 1999)
- Hi-Tech Jesus (Lucifer Rising 2000)
- Lady of Babylon EP (Lucifer Rising 2000)
- Let The Sabbath Begin 2 CD EP (Lucifer Rising 2001)
- Transylvania (Lucifer Rising 2001)
- Pain (Lucifer Rising 2003)
- Sinful Dove (Lucifer Rising 2004)
- Give'Em Hell (Lucifer Rising 2005)
- Transylvania / Trick Or Treat (Supreme Music Creations 2007)
- Der Golem (D-Maniacs 2010)
- The Darkest Night (Lucifer Rising 2012)[6]
- Lady of Babylon (D-Maniacs 2012)[7]
- Panic / Tallow Doll (D-Maniacs 2013)
- Eaters (Lucifer Rising Records 2013)
- Dionysus (Lucifer Rising Records 2013)

Kompilacje
- The Story of Death SS (1977–1984) (Minotauro 1987)
- Horror Music (Lucifer Rising 1996)
- The Horned God of Witches (Lucifer Rising/Black Widow Records 2004)
- Steve Sylvester – Friends of Hell (Cursed Coven 2006)
- Heavy Demos (Cursed Coven 2007)
- The Do What Thou Wilt Demo Sessions (Cursed Coven 2007)
- All the Colors of the Dark – The Very Best of Death SS (Under Fire Records 2011)
- Horror Music Vol. 2 (Under Fire Records 2014)
- Rarities, Live & Outtakes – An Exclusive for the Cursed Coven (Cursed Coven 2019)
- The Story of Death SS – Early Demos & Live Recordings 1977–1984 / The Horned God of the Witches (Skol Records 2019)
- The Evil Singles – 1982 / 1997 (Skol Records 2020)

Inne
- Jingle Hells (2014) (Split z zespołem Bulldozer, Deadly Sin Records 2014)